# クリスティン・トルーマン
クリスティン・クララ・トルーマン・ジェーンズ（Christine Clara Truman Janes、1941年1月16日 - ）は、イギリス・ロートン出身の女子テニス選手。1959年の全仏選手権女子シングルス優勝者である。彼女は身長183cmほどの長身と金髪の容姿を備え、躍動感にあふれたエネルギッシュなプレーと真摯な試合態度で、地元イギリスに多くのファンを持っていた。トルーマンの4大大会における好成績は、大半が18歳から20歳までの間に記録されたものである。彼女は選手経歴の間にジェリー・ジェーンズ（Gerry Janes）と結婚した。妹のネル・トルーマン（Nell Truman）も当時の優れたテニス選手であった。
トルーマンは16歳の時、1957年のウィンブルドン選手権で初出場からいきなりアリシア・ギブソン（アメリカ）との準決勝に勝ち進み、イギリスに多くのファンを獲得した。1958年には全仏選手権と全米選手権でベスト8に入る。新人選手時代のトルーマンは、ギブソンとの対戦機会が多かった。1959年、18歳になったトルーマンは国際的な成功を収め、全仏選手権に18歳5ヶ月で初優勝を飾った。全仏選手権の女子シングルス決勝で、トルーマンは大会前年度優勝者だったハンガリーのジュジャ・ケルメツィを 6-4, 7-5 のストレートで破り、当時の女子シングルス最年少優勝記録を樹立した。（28年後の1987年にシュテフィ・グラフが「17歳11ヶ月」で初優勝し、トルーマンの記録を破ったが、2013年現在の全仏女子シングルス最年少優勝記録保持者は1990年に「16歳6ヶ月」で優勝したモニカ・セレシュである。）全仏優勝の後、トルーマンはウィンブルドン選手権女子ダブルス決勝と、全米選手権女子シングルス決勝に進出した。全米選手権の決勝ではマリア・ブエノ（ブラジル）に 1-6, 4-6 で敗れ、4大大会年間2冠のチャンスを逃している。
1960年、トルーマンは初めて全豪選手権に遠征し、マリア・ブエノとの女子ダブルスで優勝した。この年は、大会前年優勝者だった全仏選手権には出場できなかったが、全豪選手権・ウィンブルドン選手権・全米選手権の3大会で女子シングルスのベスト4に入っている。それから、トルーマンは1961年のウィンブルドン選手権で初めての決勝に勝ち進んだ。相手は同じイギリスのアンジェラ・モーティマーで、1914年以来「47年ぶり」にイギリス人選手同士の決勝戦が実現し、ウィンブルドンの大会会場は大いに盛り上がった。（ウィンブルドン選手権では、1921年を最後に「チャレンジ・ラウンド」→「オールカマーズ・ファイナル」方式が廃止され、1922年から現在のようなトーナメント方式になったが、それ以後は女子シングルス決勝で「イギリス対決」は1度も行われなかった。）その盛り上がりの中で、トルーマンはモーティマーに 6-4, 4-6, 5-7 の逆転で敗れ、ウィンブルドン初優勝を逃した。これを最後に、クリスティン・トルーマンは4大大会のシングルス決勝から見放されてしまう。
その後のトルーマンは、1963年全仏選手権と1965年ウィンブルドン選手権でベスト4進出があったが、18歳から20歳までの絶頂期のような好成績を取り戻せなかった。1963年に女子テニス国別対抗戦・フェデレーションカップが創設され、トルーマン・ジェーンズはフェデレーションカップ最初期のイギリス・チームの代表選手として、1963年・1965年・1968年の3度出場した。全仏女子シングルス優勝から13年後、ネル・トルーマンは1972年全仏オープンの女子ダブルスでウィニー・ショー（同じイギリスの選手）とペアを組み、ビリー・ジーン・キング夫人とベティ・ストーブ組に敗れた準優勝がある。

## 主な成績
- 全豪選手権　女子ダブルス：1勝（1960年）
- 全仏選手権　女子シングルス：1勝（1959年）
- ウィンブルドン選手権　女子シングルス準優勝：1961年、女子ダブルス準優勝：1959年
- 全米選手権　女子シングルス準優勝：1959年